# Soutok Svratky a Fryšávky

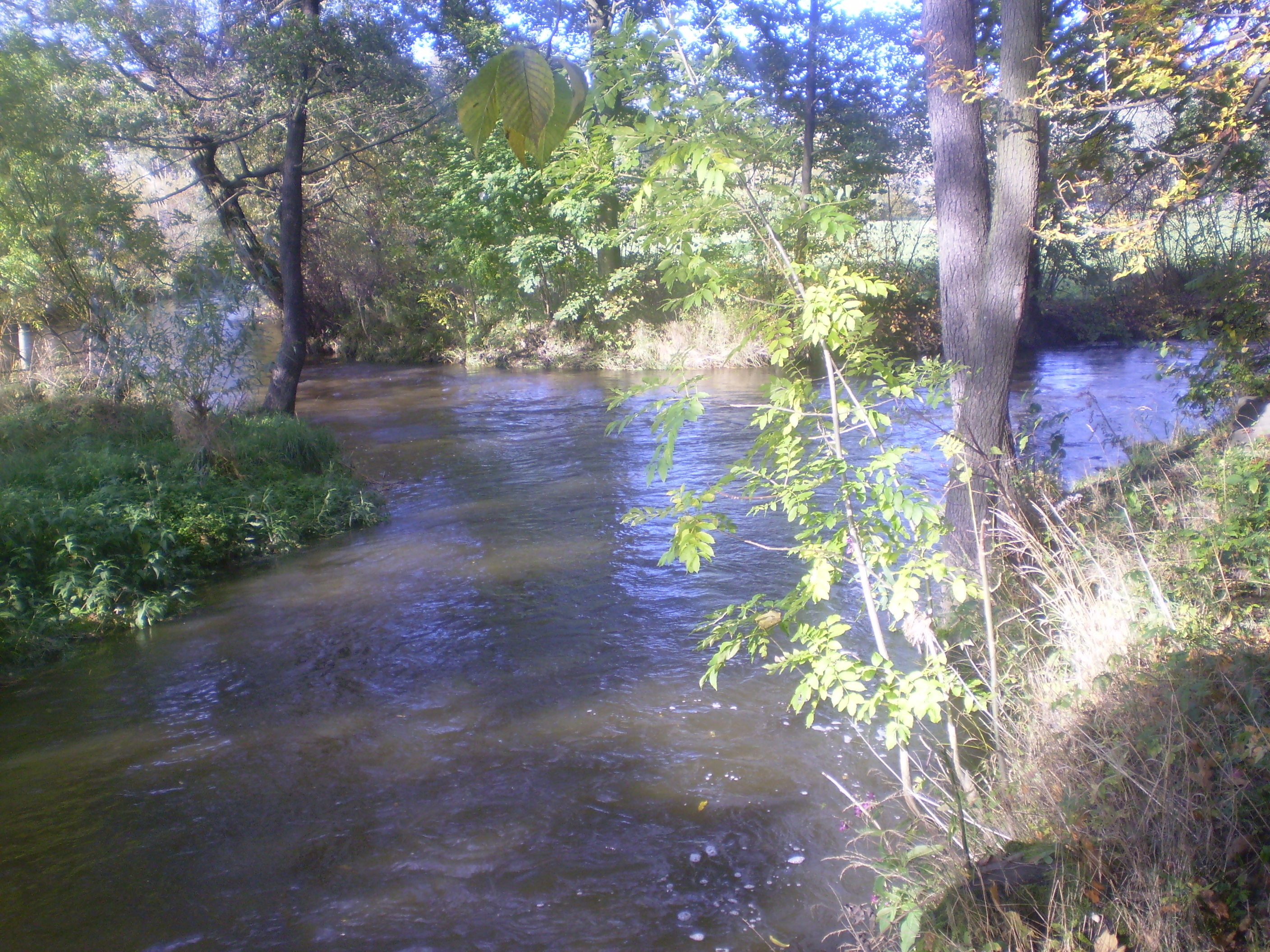
Soutok od Bludníku

Soutok Svratky a Fryšávky se nachází v městysi Jimramov (okres Žďár nad Sázavou). Oba vodní toky zde ohraničují bývalý zámecký park Bludník. Nedaleko soutoku se nachází zbytek vyústění mlýnského náhonu, který přiváděl vodu z Fryšávky k Hornímu a Zámeckému mlýnu.

## Vývoj
Původně se soutok Svratky a Fryšávky nacházel v jiných místech, a to pod skálou Kabačkou, nedaleko dnešní silnice z Jimramova na Poličku. Z historického hlediska je tento fakt velice důležitý, neboť o současný soutok se opírají někteří historikové (např. J. Teplý, Vladimír Nekuda, J. Unger či Miroslav Plaček) při snaze o lokalizaci jimramovské tvrze, když ji umisťují do míst rodného domu bratří Mrštíků nad současným soutokem. V průběhu 15. století došlo pod Kabačkou na Fryšávce k vystavění mlýna (dnes Mostní mlýn). Brzy však voda z Fryšávky přestala mlýnu stačit a proto v průběhu 16. století nechal Vratislav II. z Pernštejna vybudovat náhon, který se v Sedlištích odděloval od Svratky a přiváděl vodu do Fryšávky. Teprve v letech 1680-1687 nechal Filip Novohradský z Kolovrat přeložit tok řeky Svratky do současné podoby.

## Přístup
Soutok je snadno přístupný a případný zájemce může využít park Bludník. Druhou možností je sejít hned za Borovnickým mostem ze silnice II/357, která vede v těsné blízkosti soutoku. Ačkoliv je soutok skryt stromy, je vidět i ze zmíněné silnice.